# Spearhead from Space
〈Spearhead from Space〉(→우주에서 온 선발대)는 영국의 SF 드라마 《닥터 후》 시즌 7의 첫번째 시리얼로, 1970년 1월 3일부터 1월 24일까지 4주간 처음으로 방영되었다. 처음으로 컬러로 제작된 시리얼이기도 하다. 이 시리얼은 존 퍼트위를 3대 닥터로 첫 소개했으며 오톤을 처음으로 묘사했다. 또한 캐롤라인 존을 닥터의 새로운 조수인 리즈 쇼로 첫 소개하기도 했다. 니콜라스 코트니는 앨리스터 레스브릿지스튜어트 준장으로 기존 배역을 다시 맡았으며 이 시리얼이 방영을 시작하는 동시에 정기 배역이 되었다.

## 줄거리
타임 로드들에게 강제로 모습이 바뀐 닥터는 지구로 추방당해 있었다 (〈The War Games〉참고). 닥터는 타디스 밖으로 쓰러지고 에핑에 있는 애시브리지 커터지 병원으로 실려간다. 그곳에서 의사들은 닥터의 비정상적인 해부 구조를 보고 당황해 한다.
닥터의 도착과 동시에 운석 떼가 잉글랜드 시골에 추락하고, 한 밀렵꾼이 알 수 없는 플라스틱 다면체를 충돌 현장에서 발견한다. 그러는 동안 UNIT 소속의 레스브리지스튜어트 준장은 엘리자베스 "리즈" 쇼 박사를 자신의 고문으로 선발하려 하고, 비정상적인 운석 충돌 사고를 수사한다. 하지만 쇼는 준장이 외계인의 침공에 관한 주장을 하자 회의적인 모습을 보이고, 케임브리지에서 자신이 했던 연구를 가져갔다는 사실에 분개한다. 잠시 후 준장은 또다른 미스터리와 마주하는데, 운석 충돌이 보고된 곳으로부터 멀지 않은 곳에서 자신이 닥터 (준장에게는 〈The Invasion〉에서 마지막으로 만남)라고 주장하는 한 남자가 병원에 있다는 것이었다. 그러나 이 닥터는 준장이 알고 있는 닥터와는 전혀 다르게 생겼었다.
플라스틱 다면체는 사실 네스틴 컨셔스니스라고 알려진 육체가 없는 외계 지성체의 동력 장치였다. 일반적으로 육체와 분리되어 있는 네스틴 컨셔스니스는 플라스틱을 좋아하고, 플라스틱으로 만든 오톤이란 휴머노이드 복제본들을 움직이게 할 수 있다. 네스틴은 에핑에 있던 어느 장난감 공장을 장악하고선 핵심 정부와 유명인사들을 오톤 복제본으로 대체할 계획을 세운다. 공장을 맡은 오톤은 동력 장치들을 되찾아오기 위해서 덜 인간처럼 생긴 다른 오톤들을 UNIT과 밀렵꾼에게 보낸다.
닥터는 오톤이 자기를 납치하려 할 때 병원에서 탈출 시도를 하지만 실패한 뒤 (이 결과로 닥터는 너무 나서는 UNIT 기병에게 총살당할 뻔함), 타디스가 타임 로드들 때문에 고장나 버렸고 자신이 지구에 갇히게 되었다는 사실을 발견한다. 그는 모습은 바뀌긴 했지만 예전에 예티와 사이버맨을 격퇴하는 데 도와줬던 이와 동일인물이라며 레스브릿지스튜어트 준장을 납득시킨다. 닥터는 리즈와 함께 네스틴의 계락을 알아냈을 때, 채닝은 영국 전역에 있는 오톤들을 작동시키고 사람들을 죽이기 시작한다. 하지만 닥터는 오톤들을 고장낼 수 있을거라 믿고 전기 쇼크 장치를 만들어낸다.
UNIT은 플라스틱 공장을 공격하지만, 오톤들은 총격에도 끄떡하지 않는다. 닥터와 리즈는 안으로 들어갈 길을 찾아내고 문어처럼 생긴 플라스틱 생명체와 마주치는데, 네스틴이 동력 장치와 함께 침략에 가장 완벽한 형태로 만들어낸 것이었다. 닥터가 그 생명체와 분투하는 사이 리즈는 닥터가 만든 기기를 이용하여 그 생명체를 간신히 정지시키고, 더불어 네스틴의 형태 의식 중 일부인 모든 오톤들도 '죽는다'.
준장은 네스틴이 돌아올 것이라 두려워하고 닥터의 도움을 요청한다. 닥터는 타디스를 수리하는 것을 도와줄 설비와 사건 도중 자신이 징발했던 구식 스포츠 로드스터처럼 생긴 차 한 대를 대가로 UNIT에 합류하는 데 동의한다. 리즈는 닥터의 고집으로 그의 보조로 남게 된다.

### 리뷰
- (영어) 〈Spearhead from Space〉   - 아웃포스트 갈리프레이 리뷰
- (영어) Spearhead from Space  리뷰 - The Doctor Who Ratings Guide

### 소설화
- (영어) Spearhead from Space  리뷰 - The Doctor Who Ratings Guide
- On Target — Doctor Who and the Auton Invasion